# Uppsala universitets pedagogiska skola
Uppsala universitets pedagogiska skola, även kallad pedagogiska skolan i Uppsala, var en realskola i Uppsala verksam från 1920 till 1936. 

## Historia
Skolan inrättades 1910, som en "realskola som skulle testa reformpedagogiska idéer". 
Realexamen gavs från 1921 till 1936.